# Comuna Andebu
Andebu a fost o comună din provincia Vestfold, Norvegia. La data de 1 ianuarie 2017 a fost comasată cu o mare parte din comuna Stokke și Sandefjord pentru a forma actuala comună Sandefjord.